# Prometheus (træ)
 For alternative betydninger, se Prometheus (flertydig). (Se også artikler, som begynder med Prometheus)
Prometheus er det navn, der er blevet brugt om verdens ældste, kendte levende organisme, der var en børstekoglefyr (Pinus longaeva), der voksede på skråningen af Wheeler Peak i Nevada, USA. Træet var mindst 4.862 år gammelt og nok nærmere over 5.000 år. Det blev fældet af en studerende i det amerikanske skovvæsen i 1964 for at blive brugt til forskning. På det tidspunkt kendte man ikke så præcist træets alder og i hvert fald ikke dets rekordstatus. Navnet stammer fra den mytologiske figur Prometheus, der efter at have stjålet ilden fra guderne og givet den til menneskene af Zeus blev dømt til at blive holdt fanget til evig tid, mens en ørn hakkede hans lever, der voksede ud igen.
38°59′51″N 114°18′21.6″V / 38.99750°N 114.306000°V